# Tsawwassen
Tsawwassen (/təˈwɑːsən/; từ North Straits Salish: [səˈwɑːsən] hay [tsəˈwɑːsən], nghĩa là "đối mặt với đại dương") là một cộng đồng dân cư chủ yếu là ngoại thành nằm trên một bán đảo ở góc Tây Nam của Delta, British Columbia, Canada. Đây cũng là địa điểm quay phim nổi tiếng, Tsawwassen có nhiều công viên cộng đồng và khu vực.